# Palermo-moskee
De Palermo-moskee is een moskee gelegen in de wijk Capo in het historische centrum van Palermo, de hoofdstad van het Italiaanse eiland  Sicilië.
De moskee werd opgericht in de voormalige Kerk van San Paolino dei Giardinieri en werd gekozen vanwege zijn oriëntatie op Mekka. De renovatie, onder leiding van architect Salvo Lo Nardo, kostte ongeveer 250.000 euro en werd in 1990 voltooid.
Het beheer wordt rechtstreeks door de Tunesische regering uitgevoerd via het overeenkomstige consulaat in Palermo en de Islamitische Culturele Vereniging.